# Magyar Államvasutak

Magyar Államvasutaks logotyp

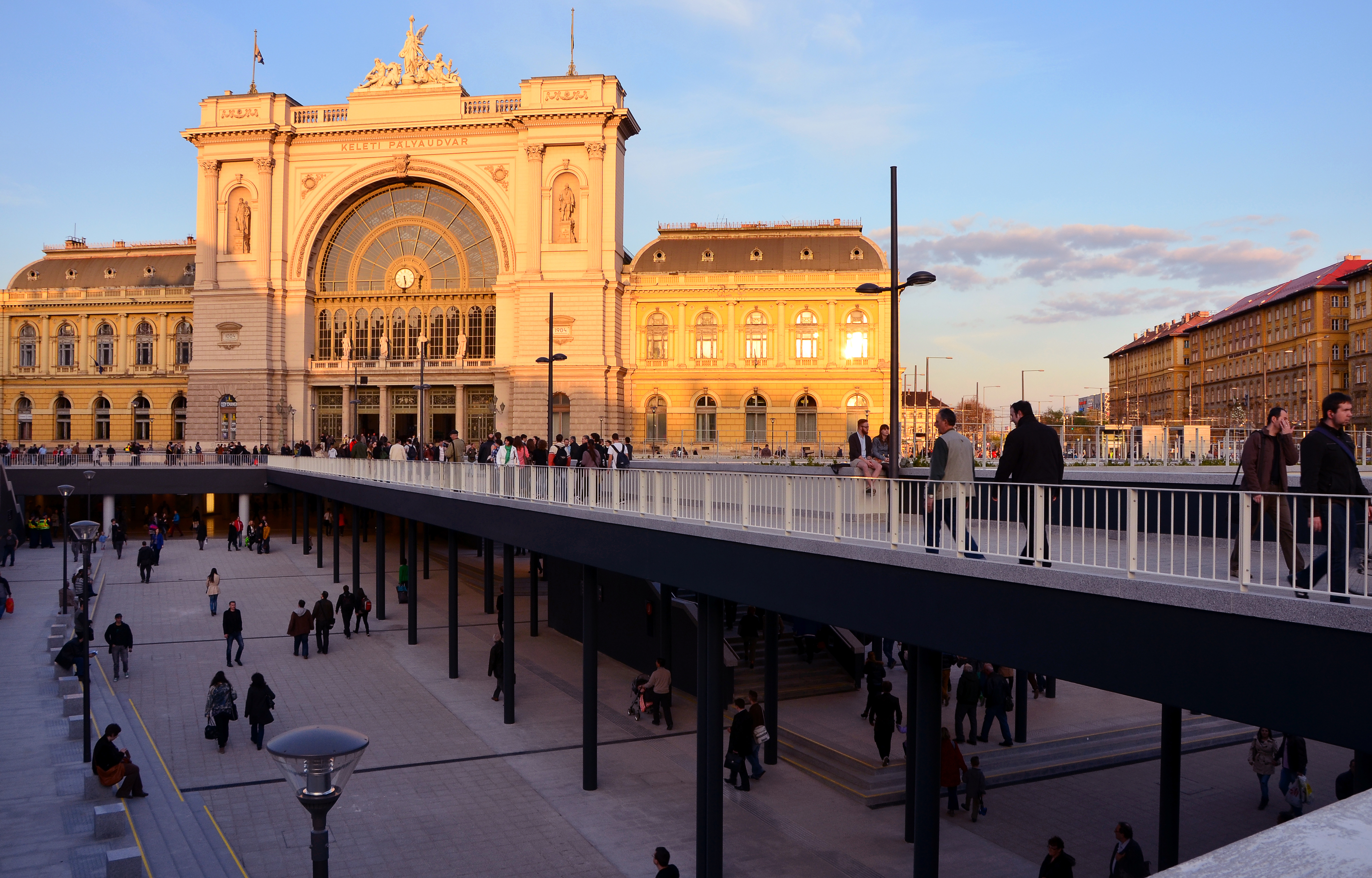
Östra järnvägsstationen i Budapest.

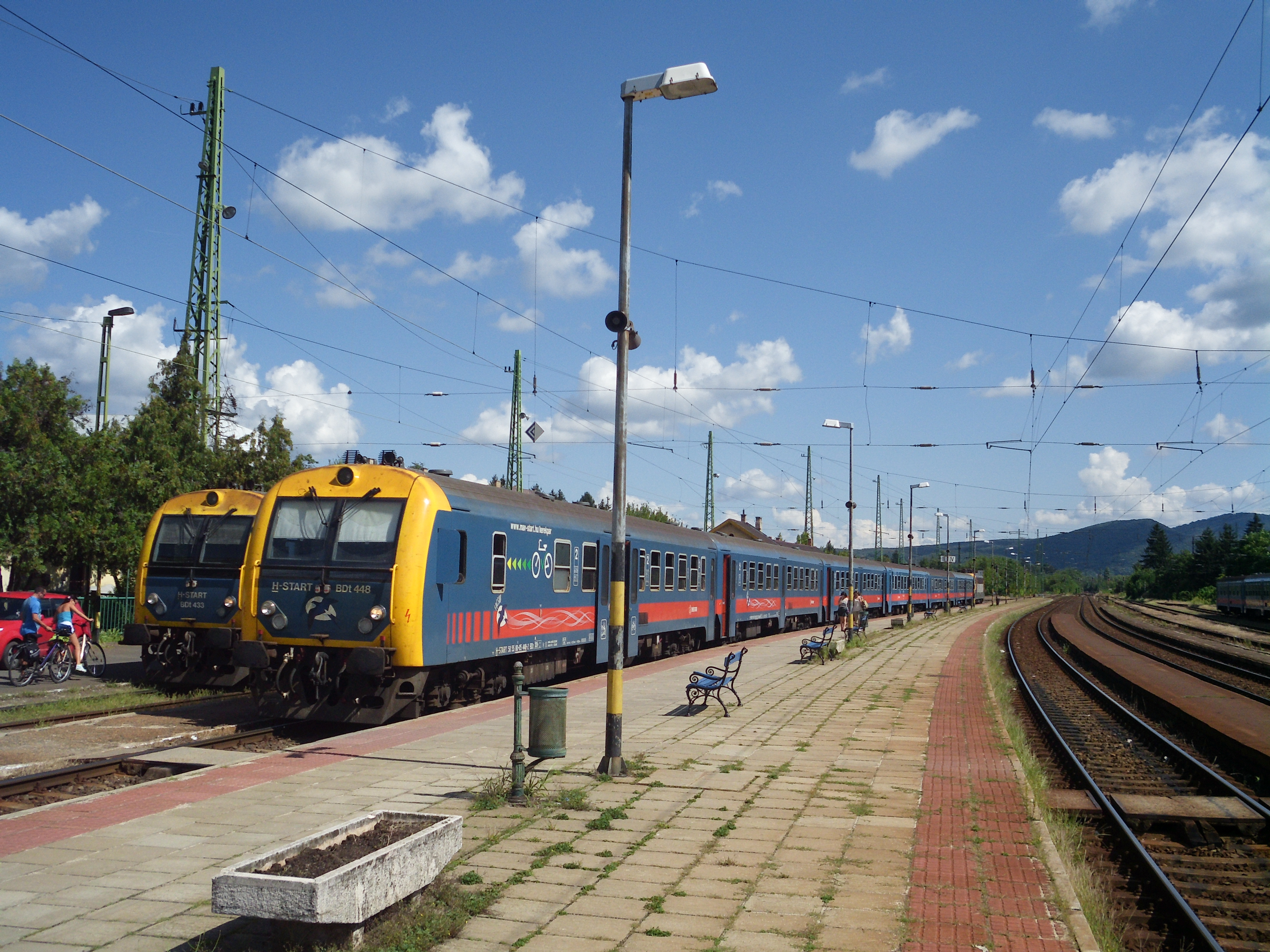
Tåg vid en station i Szob.

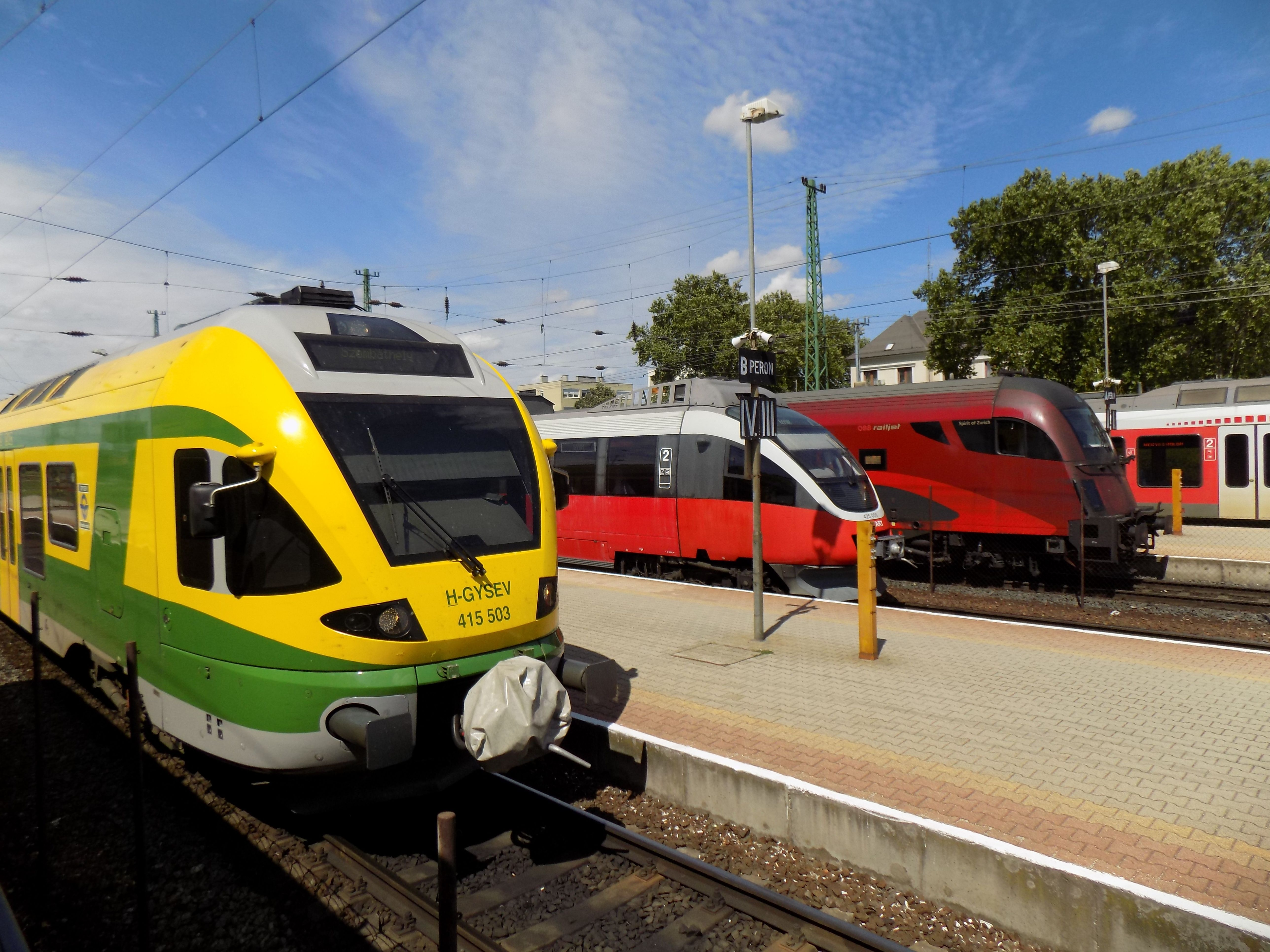
Järnvägsstationen Hegyeshalom.

Magyar Államvasutak (MÁV) är den ungerska statliga järnvägen.

## Historia
Den första järnvägslinjen med ångtågstrafik öppnades den 15 juli 1846 mellan städerna Pest och Vác. Detta datum anses vara födelsedagen för den ungerska järnvägen. Under den industriella uppbyggnaden efter Ausgleich (1867) byggdes järnvägssystemet upp mycket fort och snart hade alla större städer järnvägar mellan varandra. Efter andra världskriget spelade järnvägssystemet en stor roll i återuppbyggnaden av landet.
Man kör också pendeltågen runt Budapest på uppdrag åt BKK som är huvudman för kollektivtrafiken i huvudstaden.
Eftersom Ungern ligger i Centraleuropa går många viktiga järnvägslinjer genom landet.
Linjen Győr–Sopron–Ebenfurth som går mellan två ungerska städer och en österrikisk stad tillhör inte Magyar Államvasutak utan sköts av bolaget GYSEV/Raaberbahn som ägs av båda länderna.

## Statistik
- Total spårlängd: 7 606 km
  - Normalspår: 7 394 km
  - Bredspår: 36 km
  - Smalspår: 176 km